# Ordishia
Ordishia is een geslacht van vlinders van de familie spinneruilen (Erebidae), uit de onderfamilie Arctiinae.

## Soorten
- O. albofasciata Rothschild, 1922
- O. cingulata Rothschild, 1909
- O. fafner Schaus, 1933
- O. godmani Druce, 1884
- O. klagesi Rothschild, 1909
- O. rutilus Stoll, 1782